# Mike Bruner
Mike Bruner (Omaha, Estados Unidos, 23 de julio de 1956) es un nadador estadounidense retirado especializado en pruebas de estilo libre y estilo mariposa, donde consiguió ser campeón olímpico en 1976 en los 200 metros mariposa y 4x200 metros libres.

## Carrera deportiva
En los Juegos Olímpicos de Montreal 1976 ganó la medalla de oro en los 200 metros mariposa, con un tiempo de 1:59.23 segundos que fue récord del mundo, llegando por delante de sus dos compatriotas Steve Gregg y Bill Forrester; y en cuanto a las pruebas grupales, ganó el oro en los relevos de 4x200 metros estilo libre, por delante de la Unión Soviética y Reino Unido (bronce).
Y en el Campeonato Mundial de Natación de 1978 celebrado en Berlín volvió a ganar el oro en los 200 metros estilo mariposa.

## Palmarés internacional
| Juegos Olímpicos               | Juegos Olímpicos  | Juegos Olímpicos | Juegos Olímpicos |
| Año                            | Lugar             | Medalla          | Prueba           |
| ------------------------------ | ----------------- | ---------------- | ---------------- |
| 1976                           | Montreal (Canadá) | Medalla de oro   | 200 m mariposa   |
| 1976                           | Montreal (Canadá) | Medalla de oro   | 4x200 m libres   |
| Campeonato Mundial de Natación |                   |                  |                  |
| 1978                           | Berlin (Alemania) | Medalla de oro   | 200 m mariposa   |